# Agostino Frassinetti
Agostino Frassinetti (Genova, 20 ottobre 1897 – Genova, 16 marzo 1967) è stato un pallanuotista e nuotatore italiano.
La sua pronipote Teresa Frassinetti è divenuta pallanuotista della Nazionale di pallanuoto femminile dell'Italia.

## Carriera

### Pallanuoto

#### Club
Vinse il suo primo trofeo con il Genoa Cricket and Football Club Pallanuoto nel 1913. In seguito passò alla Ginnastica Sampierdarenese.

#### Nazionale
Come pallanuotista partecipò agli europei del 1927 a Bologna, l'esperienza fu breve, difatti l'Italia venne sconfitta per 3 a 1 dalla Cecoslovacchia e subito eliminata.

### Nuoto
Nel nuoto vanta due partecipazioni ai Giochi olimpici del 1920 dove ha nuotato in finale con la staffetta 4 x 200 m stile libero che comprendeva Antonio Quarantotto, Gilio Bisagno e Mario Massa, e del 1924 senza grandi risultati,

## Palmarès

### Pallanuoto
- Campionato italiano: 2

Genoa:1913

### Nuoto
| Giochi olimpici     | 100 m st. libero    | 4 x 200 m st. libero          |
| 1920 Anversa Belgio | elim. in semifinale | 5º - :                        |
| 1924 Parigi Francia | ---                 | el. in semifinale - 11'00"4 : |

#### Campionati italiani
2 titoli italiani individuali e 2 in staffetta, così ripartiti:
- 2 nei 100 m stile libero
- 2 nella staffetta 4 x 200 m stile libero

| Anno | Edizione | st.libero 100 m | st.libero 400 m | st.libero 4x200 m | 3x200 m lago |
| ---- | -------- | --------------- | --------------- | ----------------- | ------------ |
| 1912 | Assoluti | nd              | nd              | nd                | 2            |
| 1914 | Assoluti | nd              | 3               | nd                | 3            |
| 1919 | Assoluti | 2               | 2               | 1                 | nd           |
| 1920 | Assoluti | -               | -               | 1                 | nd           |
| 1922 | Assoluti | 1               | -               | -                 | nd           |
| 1923 | Assoluti | 1               | -               | -                 | nd           |